# Plaxia
Plaxia là một chi bướm đêm thuộc họ Erebidae.